# Cimetière de Trafalgar
 (mars 2020).
Si vous disposez d'ouvrages ou d'articles de référence ou si vous connaissez des sites web de qualité traitant du thème abordé ici, merci de compléter l'article en donnant les références utiles à sa vérifiabilité et en les liant à la section « Notes et références ».
Le cimetière de Trafalgar est un ancien cimetière du territoire britannique d'outre-mer de Gibraltar.

## Historique
Anciennement connu sous le nom de « cimetière du fossé de Southport », il occupe une petite zone de terrain juste au sud des murs de la ville, dans ce qui avait été un fossé défensif pendant la période de domination espagnole de Gibraltar. Bien qu'il porte le nom de la bataille de Trafalgar du 21 octobre 1805, seules deux victimes de la bataille y sont enterrées. Le reste des inhumations sont principalement des personnes tuées dans d'autres batailles navales ou des victimes des épidémies de fièvre jaune qui ont balayé Gibraltar entre 1804 et 1814. De plus, des pierres tombales ont été transférées au cimetière de Trafalgar depuis le cimetière de St. Jago (en) et les jardins d'Alameda.
Le cimetière n'est plus utilisé pour les sépultures et a été abandonné pendant de nombreuses années, mais il est restauré dans les années 1980. En 1992, un mémorial de la bataille de Trafalgar est érigé dans le cimetière. Celui-ci est le site d'une cérémonie commémorative annuelle le dimanche le plus proche de l'anniversaire de la victoire d'Horatio Nelson à la bataille de Trafalgar. Le cimetière de Trafalgar est inscrit au « Gibraltar Heritage Trust ».

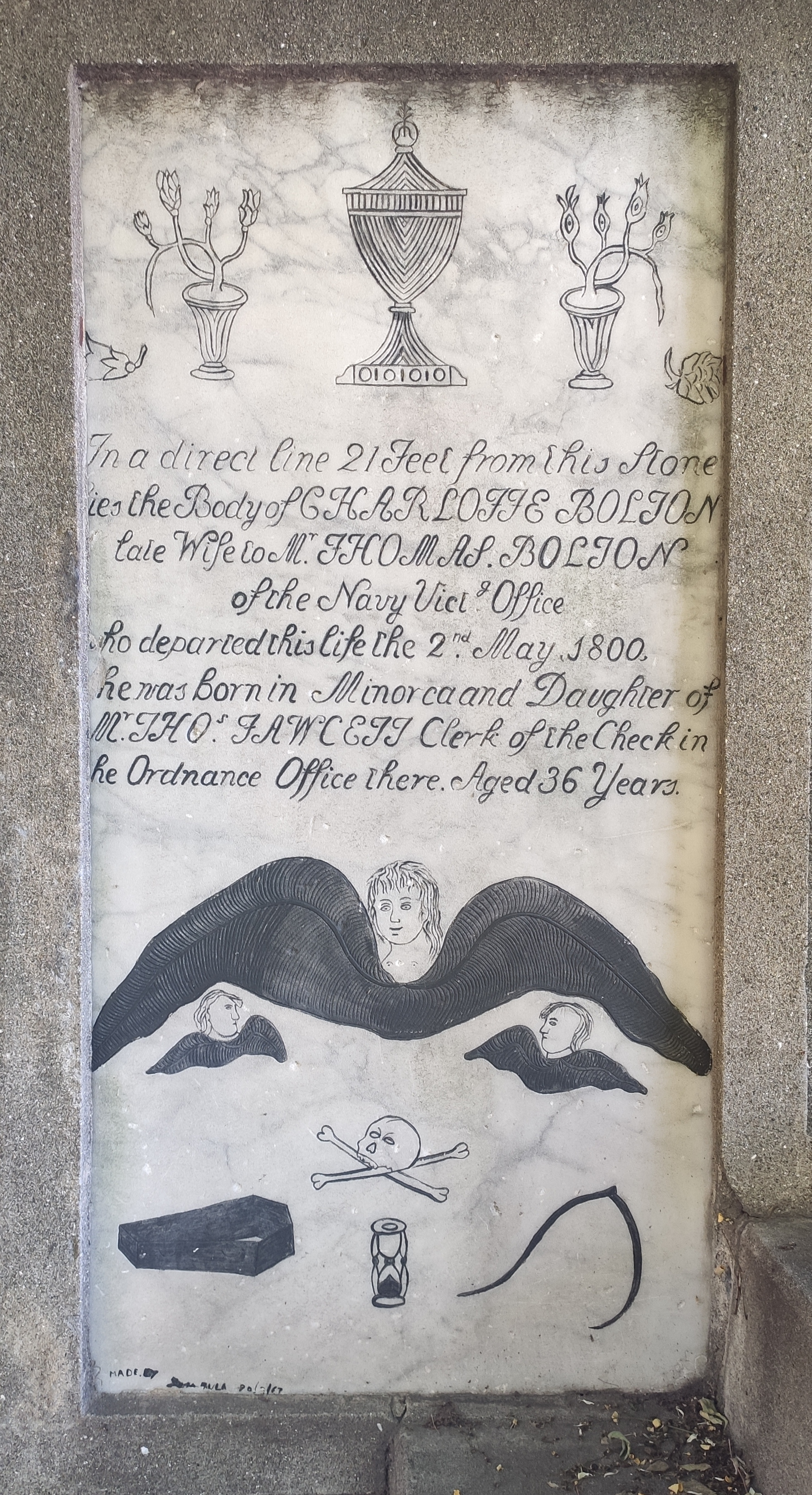
Plaque de la tombe de Charlotte Bolton, née Charlotte Fawcett.
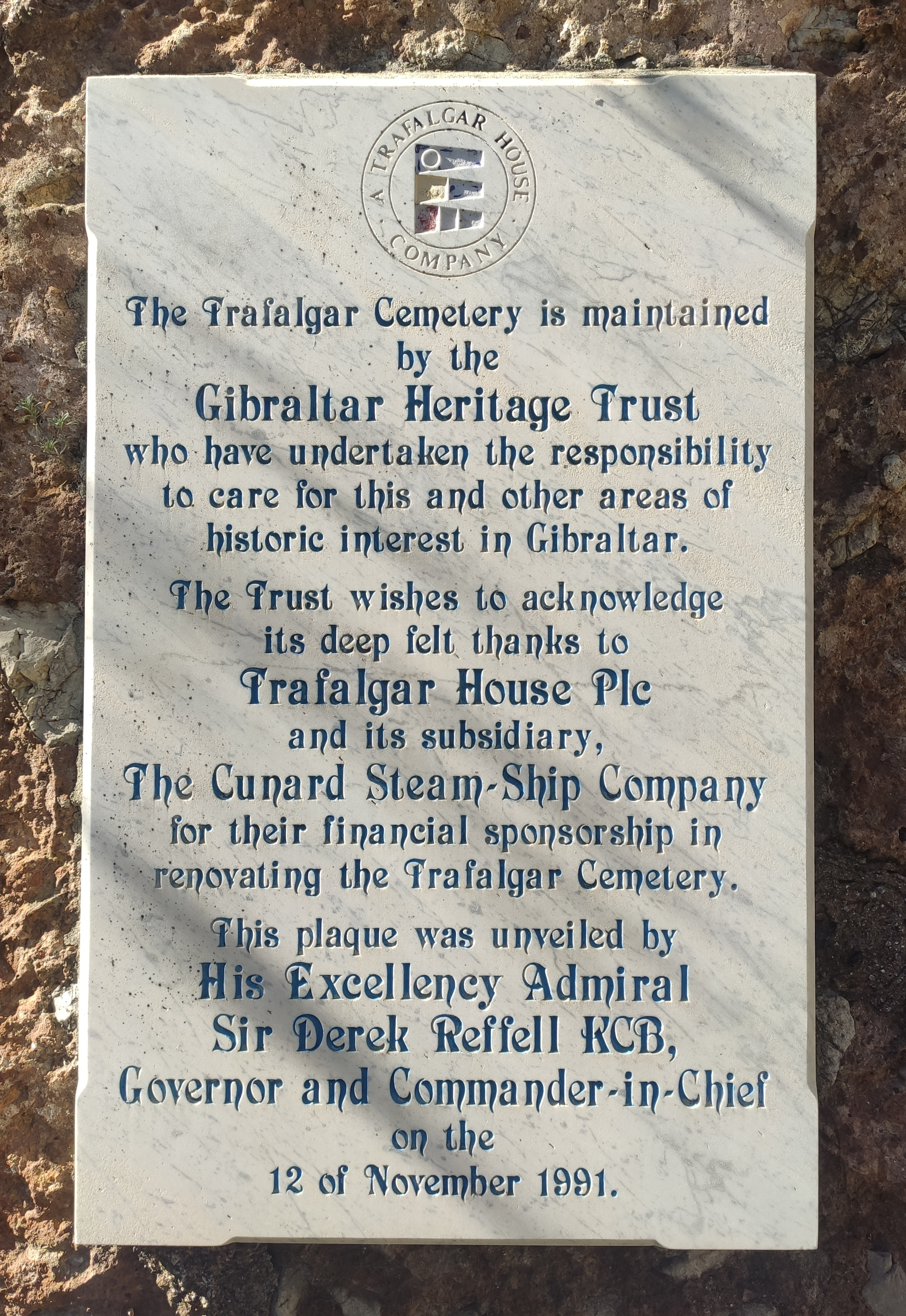
Plaque de la Trafalgar House Company.